# Ferdinand van Wensen
Ferdinand Marie van Wensen (Den Haag, 13 maart 1928) was een cliché-tekenaar en illustrator. Hij maakte honderden tekeningen voor Ministerie van Defensie ten behoeve van tijdschriften, handboeken en instructieboeken, posters en drukwerk. Daarnaast deed hij commerciële fotografie en maakte hij reclameontwerpen, waaronder posters en verkeersborden voor het bedrijfsleven.

## Carrière
Van Wensen begon in 1951 als cliché-tekenaar bij Frits Lugt in Den Haag. In datzelfde jaar begon hij ook met commerciële fotografie. In 1957 volgde een eervolle vermelding voor twee foto's van een fotoprijsvraag in het tijdschrift Cement. Van Wensen startte in 1958 op de redactie van Legerkoerier, en werd derde bij een ontwerpwedstrijd van het ministerie van Oorlog.
In de jaren 60 werden illustraties en tekeningen gepubliceerd in diverse tijdschriften en bladen, zoals tijdschrift Veilig Vliegen en De Infantarist. In 1964 kreeg Van Wensen een dankbetuiging van het Britse Ministerie van Defensie in Londen en de Koninklijke Luchtmacht in Duitsland voor F.O.D. Stickers.
In 1971 ontwierp Van Wensen een verkeersbord van spelende kinderen voor de Nederlandse Vereniging Bescherming Voetgangers.
- Nederlandse Thesaurus van Auteursnamen: 370592816
- Virtual International Authority File: 309882488